# Wilhelm Maier (Physiker)
Wilhelm Maier (* 3. Oktober 1913 in Villingen (Baden); † 25. April 1964 in Monterosso al Mare, Provinz Spezia, Italien) war ein deutscher Physiker.

## Leben
Sein Vater war Reichsbahnoberinspektor. Maier legte 1932 in Villingen die Reifeprüfung ab und studierte anschließend bis 1936 an der Universität Freiburg Physik, Mathematik und Mineralogie, 1934 unterbrochen durch freiwilligen Arbeitsdienst. Seit 1933 war er Mitglied der Freiburger Burschenschaft Teutonia.
Im August 1933 trat er in die SA als Scharführer ein, am 31. Mai 1937 beantragte er die Aufnahme in die NSDAP und wurde rückwirkend zum 1. Mai desselben Jahres aufgenommen (Mitgliedsnummer 4.141.562). 1936/37 war er Hilfsassistent am physikalischen Institut der Universität Freiburg unter Wilhelm Kast, dem er 1937 als außerplanmäßiger Assistent zum Institut für experimentelle Physik der Universität Halle folgte. 1938 promovierte er hier zum Doktor der Naturwissenschaften. Maier bearbeitete zahlreiche Wehrmachtsaufträge, habilitierte sich 1943 mit einer Arbeit über kristalline Flüssigkeiten und wurde 1944 zum Dozenten ernannt. 1945 wurde er mit Kast im »Abderhaldentransport« in die amerikanische Besatzungszone verbracht und in Abwesenheit von der Universität Halle entlassen. 1946 wurde er entnazifiziert und kehrte nach Freiburg zurück. Hier wurde er Dozent und 1952 außerordentlicher Professor.
Im Jahre 1962 nahm Wilhelm Maier zwei Rufe auf den Lehrstuhl für Physikalische Chemie an der Universität Kiel beziehungsweise auf ein Ordinariat für Physik an der Technischen Hochschule Darmstadt nicht an, da er in Freiburg ordentlicher Professor für Physik wurde.
Im April 1964 verunglückte er auf eine Reise in Italien.